# Regeneración (periódico)

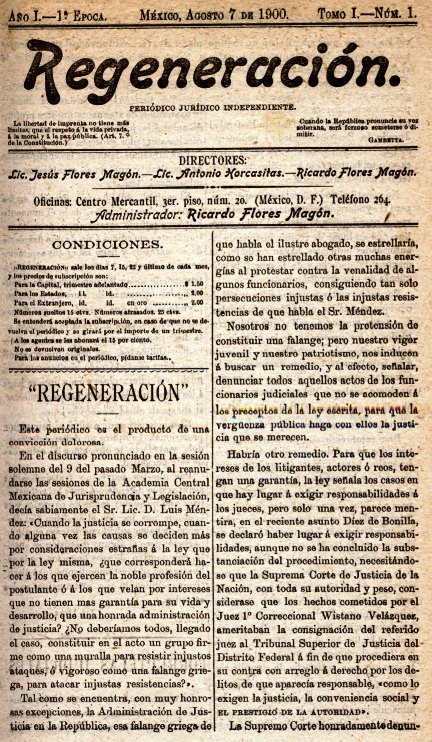
Primeira edição do Regeneración, publicada no dia 7 de Agosto de 1900.

Regeneración foi um periódico mexicano ligado a ideais revolucionários e anarquistas, que teve sua primeira publicação feita no dia 7 de agosto de 1900. O periódico contou com a liderança de Ricardo Flores Magón, além da influente participação de outros editores, tais como Jesús Flores Magon e Enrique Flores Magón, irmãos de Ricardo Flores, e Librado Rivera.
A formação do Regeneración, na primeira década do século XX, possuía como principal objetivo fortalecer a oposição legalista contra a ditadura de Porfírio Díaz. Seu desenvolvimento, no entanto, não se limitou ao combate do porfirismo, mas também incluiu uma análise crítica acerca da corrupção, das prejudiciais intervenções estrangeiras no México e da condição das classes proletárias e camponesas mexicanas, levando em consideração complexos debates acerca da construção e hierarquia entre gêneros, da moral humana e da questão indígena. A publicação e disseminação do periódico, além disso, se atrelam às vidas pessoais de Ricardo Magón, influenciando na criação da corrente do Magonismo, e no próprio desenrolar da Revolução Mexicana, entre 1910 e 1920, dialogando com uma tradição de resistência liberal da sociedade mexicana, que percorreu o século XIX.

## Liderança
A principal liderança do periódico foi Cipriano Ricardo Flores Magón, conhecido como Ricardo Flores Magón, nasceu no dia 16 de setembro de 1873, na cidade de San Antonio Eloxochitlan. Ricardo é filho de Teodoro Flores, rememorado como um indígena de origem asteca, e Margarita Magón Grajales,, de origem mestiça. Ele é irmão de Jesús e Enrique Flores Magón, além de meio-irmão de Aniceto e Paula Flores. Em 1893, teve sua primeira prisão por envolvimento em contestações à segunda reeleição de Porfírio e, no mesmo ano, participou da produção do periódico El Demócrata, com fortes críticas às ações porfiristas. No ano de 1900, já conhecedor de bases teóricas radicais, tais como as de Kropotkin e Bakunin, funda, junto a aliados políticos, o periódico Regeneración, o qual o acompanha durante toda a sua jornada política. Tal jornada, por sua vez, conta com diversos períodos de encarceramento, como entre maio de 1901 e abril de 1902; outubro de 1905 e fevereiro de 1906; agosto de 1907 e 1910; junho de 1912 e janeiro de 1914; e sua prisão final, em 1918.

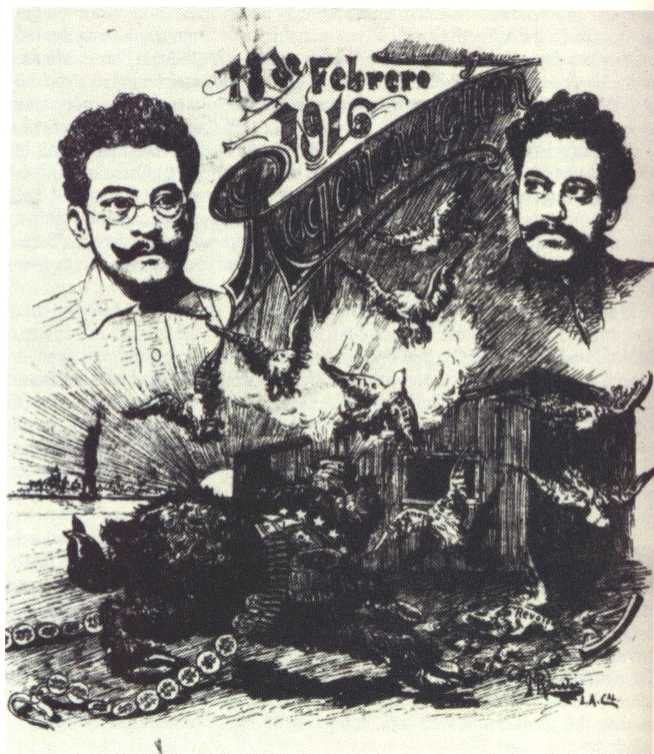
Gravura de Nicolás Reveles, na edição de Abril de 1916, retratando a prisão dos irmãos Flores Magón na edição de Abril de 1916

## História
O termo regeneración se conceitua como parte de um arsenal teórico e metafórico preexistente no território mexicano: o conceito já tinha sido empregado em 1830, por Francisco Ibar; entre 1854 e 1855, se enquadrou no nome e repertório do periódico El Regenerador; além de pertencer à retórica atrelada à guerra entre mexicanos e estadunidenses, entre 1846 e 1848. Apesar das diversas transformações do periódico e de seus ideais, vale destacar a forte posição de Ricardo Flores Magón acerca da centralidade da liberdade econômica em seus escritos, afinal, para ele, ela era condição indispensável, uma "mãe", para as demais liberdades.
A história do periódico pode ser dividida em quatro fases, diretamente relacionadas com a situação dos irmãos Flores Magón:

### Primeira fase (1900-1901)
A primeira edição do periódico Regeneración, encabeçada pelos três irmãos Flores Magón, contou com dezesseis pequenas páginas e nenhum material visual, além de um provocativo lema: "contra a má administração da justiça". Esse lema inicial já indica a tendência seguida no primeiro ano de vida do periódico, ligada à crítica contra a degradação moral vista em Porfírio Díaz e representada pela corrupção no sistema jurídico, além de um já presente forte discurso anticlerical. Nesse mesmo ano, em agosto, se forma, em San Luis Potosí, o Partido Liberal Mexicano (PLM), central para o desenvolvimento futuro do periódico. Em sua última edição de 1900, o Regeneración tinha como lema a frase: "periódico independente de combate.
Em outubro de 1900, o periódico e seus redatores foram perseguidos, resultando na prisão de Jesús e Ricardo Flores Magón sob alegação de difamação. Esse acontecimento obrigou os integrantes do periódico a transferir o local de impressão para a Tipografía Vélez, em San Luis Potosí. Ali, ocorreram publicações durante quatro meses, até seu fechamento, em 1901, dando origem à primeira interrupção da produção do periódico.
Com publicações semanais, essa primeira fase contou com cinquenta e sete publicações e se encerrou em outubro de 1901, a partir de outra prisão dos irmãos Flores Magón, detidos na prisão de Belen.

### Segunda fase (1904-1905)
No dia 30 de abril de 1902, Ricardo e Jesús Flores Magón foram libertos do cárcere, porém, frente à forte opressão governamental, foram incapacitados de manter a produção do Regeneración em território mexicano, optando pelo exílio em San Antonio, nos Estados Unidos. Mesmo fora do México, os irmãos mantiveram a ferrenha oposição contra Porfírio, em especial com a volta das publicações do periódico em 1904, o qual, agora, não apenas se tornou a publicação oficial do PLM, presidido nesse momento pelo próprio Ricardo Flores, mas também apresentou transformações ideológicas, se afastando do liberalismo e alcançando maior proximidade com teorias anarquistas.  Apesar da fuga do país, a vigilância de autoridades porfiristas não cessou, levando a uma constante ameaça à segurança dos integrantes do periódico e a necessidade de restabelecimento do local de produção: após dezesseis edições, os redatores se mudam de San Antonio para Saint Louis, no estado de Missouri.
Nesse momento, o jornal manteve solidariedade com demais periódicos mexicanos perseguidos pelo governo ao mesmo tempo que entrava em contato com a realidade social estadunidense, também relacionada à abertura para novos leitores do Regeneración. Em outubro de 1905, no entanto, diante de pressões judiciais e de outro encarceramento de Ricardo Flores, junto a seu aliado, Juan Sarabia, o periódico foi forçado a mais uma interrupção de suas produções.
A segunda fase do periódico, de novembro de 1904 até outubro de 1905, contou com quarenta e nove edições publicadas.

### Terceira fase (1906)
Após quatro meses suspenso, o periódico volta a ser publicado, ainda em território estrangeiro, em fevereiro de 1906, com importantes influências de ideias radicais estadunidenses e adesão mais explícitas de aspectos sociais relacionados a noções críticas do acúmulo de propriedade de terra e à essencialidade da redução da jornada de trabalho. Nesse momento, também, o periódico apoiou e incentivou a realização de violentas revoltas sociais em Cananea e em Rio Branco, as quais foram desmanteladas pelo governo mexicano, e seguidas de uma intensificação na perseguição do periódico. Essa situação ocasionou uma instabilidade nas ações do PLM, além do encarceramento de redatores, e, consequentemente, mais um encerramento das atividades do Regeneración, dando lugar à produção de um novo periódico, chamado Revolución, o qual, como o nome já indica, contou com uma ainda maior radicalização em suas publicações.
A terceira fase do periódico, de fevereiro a agosto de 1906, contou com somente treze publicações.

### Quarta fase (1910-1918)

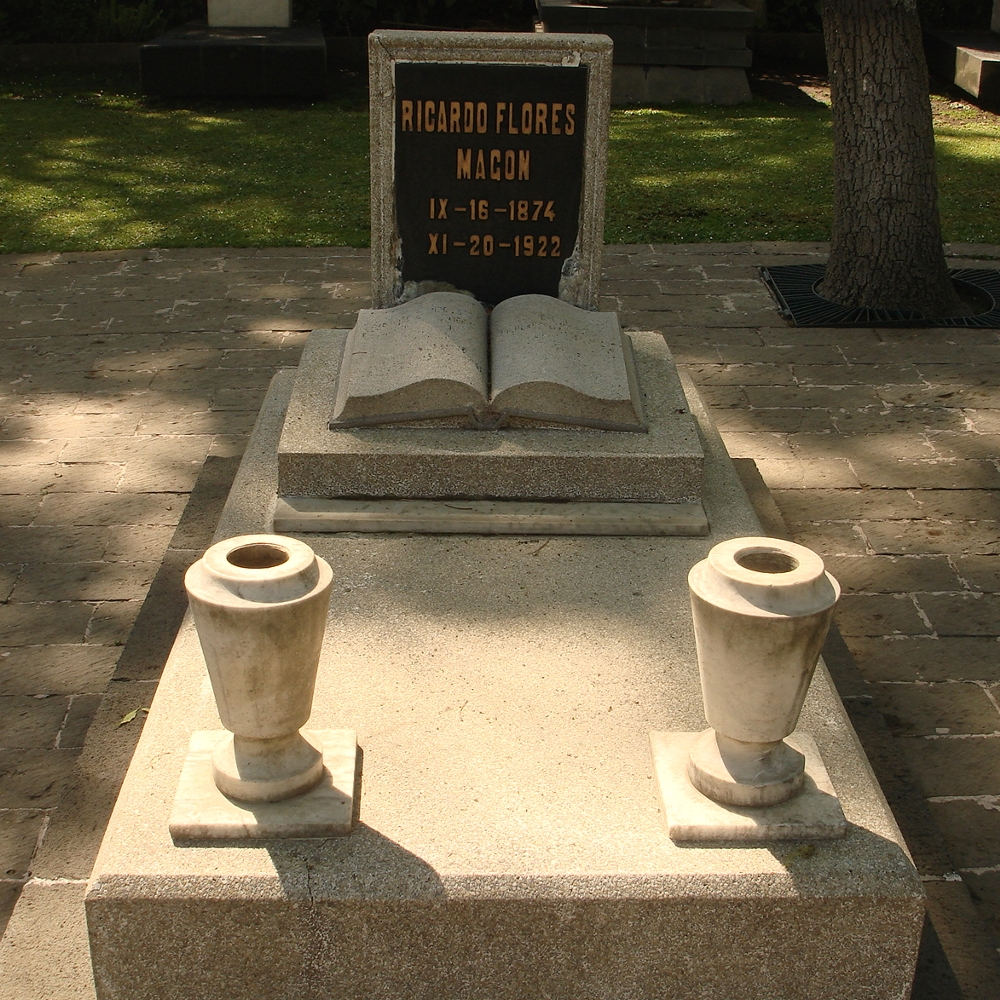
Tumba de Ricardo Flores Magón na Cidade do México

A quarta e última fase do Regeneración se inicia em setembro de 1910, ano de início da Revolução Mexicana. Com a edição realizada em Los Angeles, Califórnia, o periódico, agora bilíngue (textos com versão em espanhol e inglês), se mostrou abertamente como revolucionáriocom o anseio de uma libertação do povo mexicano não por uma mera mudança de governo, mas sim a partir da apropriação e distribuição das riquezas do país e do autogoverno popular, adentrando, com isso, em uma rede mundial de publicações anarquistas. O jornal, inclusive, dialoga com o contexto internacional, em especial com a revolução soviética, e passa a defender uma inevitabilidade da tomada de poder pela classe proletária, a qual ultrapassaria inclusive as fronteiras nacionais.
Apesar do período revolucionário mexicano, as publicações magonistas abdicavam da disputa de poder e da formação de um exército próprio, crendo na agência dos próprios trabalhadores e na insatisfação dos militares, que, em sua visão, eram infelizes pela ausência de liberdade que tinham e pela insatisfação com seus superiores.
O fim da trajetória do Regeneración aconteceu com a prisão de Ricardo Flores Magón no dia 21 de março de 1918, condenado a vinte anos de encarceramento em Leavensworth, no Kansas. Ricardo possuía o desejo de manter a publicação do periódico após libertação, porém o revolucionário morreu quatro anos depois de sua prisão, dentro do cárcere estadunidense, adoecido e praticamente cego. O periódico contou com sua última edição, a edição ducentésima sexagésima segunda, no dia 16 de março de 1918.

## Luta das mulheres
A experiência de mulheres na resistência mexicana no início do século XX é comumente invisibilizada sob justificativa de que, fechadas na esfera doméstica, pouco poderiam contribuir para a luta política. Esse discurso, no entanto, desconsidera as essenciais atuações diretas e indiretas de mulheres, tanto de forma individual quanto organizadas, as quais são evidentes no papel desempenhado na sustentação do Regeneración. Esse papel pode incluir não apenas sua presença feminina na redação de determinadas edições, mas também a promoção, distribuição e venda do periódico, inclusive diante do perigo da ilegalidade; a organização de eventos; a defesa de presos políticos; a entrega clandestina de cartas para a organização política de revoltosos; o auxílio no tráfico de armas e munições; e a participação em guerrilhas como soldadas. Tal presença, por sua vez, exigia a capacidade de combinar o ativismo político e revolucionário com as exigências de gênero do período, as quais buscavam repelir as mulheres do espaço público.
Essas mulheres, agentes do processo revolucionário e contestadoras das concepções de gênero de sua época, não se autodenominavam feministas, visto que o termo, em sua época, era comumente atrelado à busca, muitas vezes insuficientemente crítica, do sufrágio feminino, este, considerado, para grande parte das revolucionárias, uma demanda atrelada aos marcos políticos burgueses, ou seja, limitante aos ambiciosos anseios de mudança social.

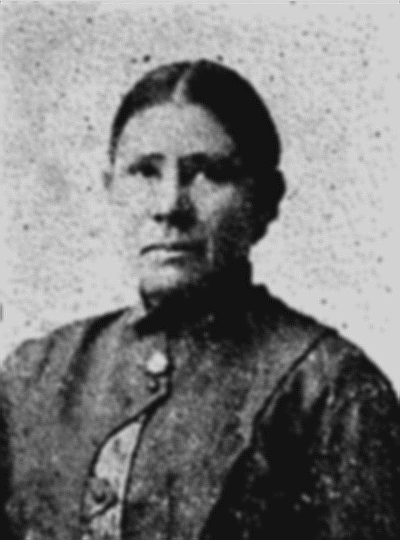
Ricardo Flores Magón reconheceu a importância, o altruísmo e o patriotismo de Margarita Ortega após a morte da revolucionária

Vale destacar, ainda, que apesar do espaço de voz oferecida pelo Regeneración, as pretensões dessas mulheres nem sempre eram compreendidas na totalidade pelo público militante masculino, o qual, por vezes, entendiam a "liberdade das mulheres" como intrínseca à liberdade da classe trabalhadora, ou seja, como uma natural consequência futura, logo, como um debate de menor importância.
Entre os nomes de figuras femininas que ativamente contribuíram para a existência e disseminação do Regeneración, e consequentemente do apoio à Revolução Mexicana, é possível citar:
- Aurelia Jane Corker
- Basilisa Franco de Palomares
- Cornelia Alanís
- Elizabeth Cerda
- Felicitas Andonaegui
- Francisca J. Mendoza
- Guadalupe Alarcón
- Josefina Arjona de Pinelo
- Librada Hermenegilda de Ávil
- Lucía Alderete
- Lucia Norman Guidera
- Margarita Acosta
- Margarita Ortega
- María Brousse
- Modesta Abascal
- Paula Carmona
- Rafaela Alor
- Rose Bernstein
- Sofía Bretón

## Legado

O PCM teve, em sua formação, forte relação com os magonistas

Apesar da desintegração do Partido Liberal Mexicano e a interrupção na impressão do Regeneración, em 1918, impactadas pela prisão e morte de Ricardo Flores Magón, os ideais por ele promovido não deixaram de influenciar a política mexicana, em especial em ideologias de esquerda. A figura magonista, inclusive, foi, décadas depois, vigorosamente ressuscitada em diversas agendas políticas, que incluem tanto lutas armadas quanto invasões de terra e lutas estudantis. Seu nome, além disso, foi retomado em disputas políticas na década de 1940, em uma resistência contra o despotismo de presidentes, tidos como integrantes de um "neoporfirismo", além da influência teórica em ataques realizados por trabalhadores independentes, como os operados , em 1942, por Mónico Rodriguez e Rubén Jaramillo, ambos influenciados pela obra Semilla libertaria, de Ricardo Flores Magón.
Vale destacar, também, que Flores Magón teve forte influência na decisão de formação do Partido Comunista Mexicano (PCM), em 1917. Esse partido contou com importante presença magonista após a morte de Flores, em especial nos dez primeiros anos do partido e apesar das divergências entre magonistas e comunistas.

Seu legado, com isso, se apresenta como contraditório e interpretado a depender do contexto e interesse político daqueles que se consideram herdeiros de Ricardo Flores Magón.